# (1438) Wendeline
(1438) Wendeline ist ein Asteroid des Hauptgürtels, der am 11. Oktober 1937 von dem deutschen Astronomen Karl Wilhelm Reinmuth an der Landessternwarte Heidelberg-Königstuhl der Universität Heidelberg entdeckt wurde.
Die Herkunft des Namens ist nicht geklärt.